# Pseudolycopodiella goyazensis
Pseudolycopodiella goyazensis là một loài thực vật có mạch trong Họ Thạch tùng. Loài này được (Underw. & F.E. Lloyd) Holub miêu tả khoa học đầu tiên năm 1983.